# ليتيتيا وودز براون
ليتيتيا وودز براون (بالإنجليزية: Letitia Woods Brown)‏ (24 أكتوبر 1915 - 3 أغسطس 1976هي باحثة ومؤرخة أمريكية من أصل أفريقي. حصلت على درجة الماجستير عام 1935 من جامعة ولاية أوهايو ودكتوراه في عام 1966 من جامعة هارفارد، عملت كباحثة ومؤرخة لأكثر من أربعة عقود وهي أول امرأة سوداء تحصل على درجة الدكتوراه من جامعة هارفارد في التاريخ. كمدرسة، بدأت حياتها المهنية في مقاطعة ماكون ، بولاية ألاباما بين عامي 1935 و 1936. في وقت لاحق من عام 1937، أصبحت معلمة في معهد توسكيجي في التاريخ ولكنها غادرت في عام 1940. عملت كمرشدة في الفترة من 1940 إلى 1945 في كلية لوموين أوين في مفيس ،بولاية تينيسي. عملت كمحاضرة من سنة 1968 إلى سنة 1971، في برنامج فولبرايت للتبادل الثقافي في جامعة موناش وجامعة أستراليا الوطنية ، عملت كمستشارة في المعهد التنفيذي الفيدرالي لمدة وجيزة خلال عام 1971. بين عامي 1971 و 1976 عملت أستاذاً للتاريخ في كلية الأميركيين الأفارقة بجامعة جورج واشنطن وأصبحت أول عضو أسود يعمل بدوام كامل. عملت أيضًا كمستشارة أولية لمشروع تاريخ النساء السود الشفهي في مكتبة شليزنجر خلال مسيرتها المهنية. بصرف النظر عن تدريس التاريخ، كان لبراون كتابات وإسهامات في التاريخ لواشنطن العاصمة مثل كتابها (من بانكير إلى دوغلاس، 1791 - 1870) وكتاب ( واشنطن في العصر الجديد، 1870 - 1970) .

## ليتيتيا في مقتبل عمرها وتعليمها
ولدت ليتيتيا وودز براون (ني ليتيتيا كريستين وودز) في 24 أكتوبر1915   لـ إيفادن كلارك آدم وودز (الأم) وماثيو وودز (الأب) في توسكيجي ، ألاباما، الولايات المتحدة  كانت ليتيتيا البنت الوسطى بين أختين. كانت عائلة وودز من الطبقة الوسطى. عمل كلا الوالدين كمعلمين في معهد توسكيجي (الآن جامعة توسكيجي)، وهي كلية صناعية أنشأها بوكر تي واشنطن.  تلقى الأب ماثيو وودز تعليمه في معهد توسكيجي. وكانت والدة ليتيتيا واحدة من اثني عشر طفلاً ولدوا من الأبوين لويس آدمز وثيودوسيا إيفادن كلارك. وكان والدها لويس آدمز عبدًا محرراً، وعمل كمرشد في مدرسة توسكيجي الاعتيادية ومفوضاً لديها عام 1881. وقد عملوا جميعًا كمعلمين في جميع أنحاء جنوب الولايات المتحدة الأمريكية. 

التحقت ليتيتيا وودز براون بمعهد توسكيجي، على خطى والدها.  تخرجت مع درجة بكالوريوس في العلوم في عام 1935، تزامن ذلك مع فترة الكساد الكبير.  بينما واصلت تعليمها، عملت لفترة قصيرة كمدرس في مقاطعة ماكون ، ، كانت المدارس مفصولة عنصرياً حينذاك في ألاباما، قامت بتدريس الصفين الثالث والرابع في عامي 1935 و 1936. قالت ذات مرة، «إن المدرسة الريفية السوداء في فترة الفصل العنصري التي عاصرت فترة ما بعد الكساد الكبير محرومة من أي معيار. لم يكن هناك ما يكفي من الكتب وكان على المعلمة أن توفر طباشيرها وورقها وأقلامها...». حصلت بعد ذلك على درجة الماجستير في التاريخ من جامعة ولاية أوهايو في عام 1937. مع أنه في تلك الحقبة لم يكن مرجحاً أن النساء الأمريكيات من أصل أفريقي سيكملن تعليمهن العالي ويحملن شهادات مرموقة. بعد التخرج من ولاية أوهايو، سافرت براون ومجموعة من طلاب ولاية أوهايو ألى هايتي لمتابعة المعرفة الأكاديمية حول تاريخ البحر الكاريبي والأدب. لمتابعة المعرفة الأكاديمية حول تاريخ والأدب. كتبت لاحقًا، «كانت تلك الرحلة هي أول رحلة لي لرؤية العالم». 

## مسارها المهني
بعد عودتها من هايتي، انتقلت براون إلى ألاباما في عام 1937 وعملت في معهد توسكيجي كمدرسة للتاريخ حتى عام 1940. في عام 1940، التحقت بكلية لوموين أوين في ممفيس ، بولاية تينيسي كمدرسة للتاريخ بعد انتقالها من ألاباما. و واصلت التدريس في كلية ليموين أوين حتى عام 1945. واجهت براون نفس المشكلة التي واجهها معظم المعلمين السود خلال تلك الحقبة، حيث تم منحهم تعيينات لمناصب التدريس في التعليم العالي فقط الجامعات والكليات الأمريكية الأفريقية المعروفة بتدريس السود تاريخياً. عادت لفترة وجيزة في عام 1945 إلى جامعة ولاية أوهايو لأخذ دروس إضافية في التاريخ الشرقي والجغرافيا. 
للحصول على درجة الدكتوراه في التاريخ، انتقلت براون إلى كامبريدج ، ماساتشوستس لحضور جامعة هارفارد  وهناك تعرفت على ثيودور إدوارد براون زوجها المستقبلي. وفي عام 1947 تم ارتباطهما وانتقلت للعيش معه تزوج الزوجان في عام 1947 وانتقلت للعيش معه في مسقط رأسه، هارلم. 
انتقلوا مرة أخرى إلى ماونت فيرنون ، نيويورك حيث عملت في مجلس الصحة والرفاه المحلي. أثبتت جهود براون في الحملة الانتخابية لانتخاب هارولد وود الأميركي من أصل أفريقي نجاحها ليكون أول عضو أسود في مجلس مقاطعة ويستشستر للمشرفين.  وكتبت قائلة: «في مرحلة ما، كانت الخطة التي توقعناها لانتخاب أسود لمجلس مقاطعة المشرفين مقنعة للغاية، فقررنا أننا يجب أن نجربها حقًا. . . فاز هارولد وود في الانتخابات ليصبح أول أسود يخدم في مجلس مقاطعة المشرفين في ويستشستر».
انتقلت الأسرة مرة أخرى في عام 1956 وهذه المرة استقرت في واشنطن العاصمة. وهناك عملت في مكتب المساعدة التقنية كخبير اقتصادي. أثناء إقامتها في واشنطن، نما اهتمامها بالتاريخ الأميركي الأفريقي لمقاطعة كولومبيا. وتجل ذلك في السنوات اللاحقة، حيث أصبح الموضوع جزءًا رئيسيًا من محاضراتها وأبحاثها. خلال دراستها للحصول على الدكتوراه في جامعة هارفارد، درَّست براون في الجامعة، في البداية كمدرسة للعلوم الاجتماعية ولاحقًا كمدرسة للتاريخ، من 1961 إلى 1970. تم تعيينها لاحقًا أستاذًا مشاركًا. وبالإضافة إلى التدريس والبحث في أطروحة الدكتوراه، دربت براون وزوجها أول مجموعة من المتطوعين في فيلق السلام استعدادًا لنشره في غانا 1961. 
في عام 1966 وعندما كان سنها 51 عامًا، حصلت براون على الدكتوراه (الأستاذية) في التاريخ بعد 18 عاماً من بدئها، لتصبح أول امرأة أمريكية من أصل أفريقي تحصل على درجة الدكتوراه من جامعة هارفارد في التاريخ.
في عام 1968 شغلت براون منصب محاضر في برنامج فولبرايت للتبادل الثقافي في الجامعة الوطنية الأسترالية وجامعة موناش في أستراليا. وقد سافرت إلى كل جزء من جنوب آسيا وجنوب أوروبا بما في ذلك سنغافورة وجايبور واسطنبول وفرنسا وإيطاليا قبل أن تعود إلى أمريكا. عند عودتها إلى الولايات المتحدة في عام 1971 أصبحت أستاذة في جامعة جورج واشنطن في قسم الدراسات الأمريكية.  كانت براون العضو الأسود الوحيد في هيئة التدريس الذي يعمل بدوام كامل.   ظلت عضوا في جامعة جورج واشنطن حتى وفاتها في عام 1976. في عام 1972، سافرت براون مرة أخرى، لكن هذه المرة إلى القارة السمراء التي أتى منها أجدادها ومرت على مدينة قاو، القاهرة، سيغو، مراكش، تمبكتو، فاس، إيبدان، بنين، أكسوم، كوماسي والأقصر.
التحقت براون بلجنة الجمعية التاريخية الأمريكية بعد عودتها حتى عام 1973. وساعدت جهودها في تأسيس جمعية كولومبيا التاريخية بواشنطن العاصمة في عام 1973. 
إتقانها للتاريخ الشفوي جعلها تعمل في مشروع تاريخ النساء السوداوات الشفهي التابع لمكتبة شليزنجر في كلية رادكليف كمستشار أولي.  

### مؤلفاتها
بعيداً عن عملها كمدرسة وباحثة، كتبت براون وساهمت في العديد من الكتب حول واشنطن العاصمة خلال سنواتها الأخيرة. بعض كتبها هي:
- واشنطن من بانكير إلى دوغلاس، 1791 - 1870 (1971) شارك في تأليفه Elsie M. Lewis. [18]
- واشنطن في العصر الجديد، 1870 - 1970 (1972) شارك في تأليف ريتشارد واد. [14]
- الزنوج الحرة في مقاطعة كولومبيا، 1790-1846 [19] [20]
- أنماط إقامة الزنوج في مقاطعة كولومبيا، 1800-1860 [21]
- تحرير الزنوج في مقاطعة كولومبيا الأصلية [22]

## حياتها الخاصة
تزوجت براون من ثيودور إدوارد براون في عام 1947 واستقرت لفترة قصيرة في مسقط رأس زوجها، مدينة هارلم.  قابلته بينما كانت تسعى للحصول على الدكتوراه في التاريخ من جامعة هارفارد. وكان ثيودور براون طالب دكتوراه في جامعة هارفارد في مجال الاقتصاد. أصبح زوجها فيما بعد خبيرًا اقتصاديًا. 
أنجبا طفلين: ولدت لوسي إيفادن براون في عام 1948 وتلاها ثيودور إدوارد براون جونيور في عام 1951. 

## وفاتها
بعد حياة مهنية امتدت لأكثر من أربعة عقود،  توفيت براون في المنزل عن عمر يناهز 60 عامًا في 3 أغسطس 1976 في واشنطن العاصمة بعد محاربة مع السرطان. 
قال أستاذ الفلسفة في جامعة جورج واشنطن، رودريك س. فرينش، في الاحتفال التذكاري الذي أقيم في كنيسة بيت لحم في الكاتدرائية الوطنية في 7 أغسطس 1976: 
كانت ليتيتيا وودز براون قوية وذكية وتتمتع بروح الدعابة وكانت مدربةً لنا جميعاً. لا أستطيع أن أتخيل أن هناك شخصاً - رجلاً أو امرأةً – حظي بالتعامل معها ولم تفاجئه بفكر جديد حتى لو كان هذا الشخص منغلقاً أو راضيا عن نفسه بشكل أعمى. وكان ذكائها الإبداعي مستمرًا وفوريًا ومتكاملا سواءً على المستوى الشخصي أو في تخصصها.

## التقدير الذي حصلت عليه بعد وفاتها
بعد وفاتها في عام 1976، أنشأت الجمعية التاريخية لجمعية النساء السود تحت رئاسة نيل إيرفين بينتر جائزة باسمها، جائزة ليتيتيا وودز براون التذكارية للكتاب في عام 1983 لتكريم العلماء الذين تصدر لهم منشورات مميزة في مجال تاريخ المرأة الأفريقية الأمريكية. تم تسمية محاضرة سنوية في مادة التاريخ في الجمعية التاريخية بواشنطن العاصمة بعنوان «محاضرة ليتيسيا وودز براون». كما أسست جامعة جورة واشنطن زمالة باسم ليتيتيا وودز براون في مجال تاريخ وثقافة الأميركيين الأفارقة.  
في نوفمبر 2013، نظمت جامعة جورج واشنطن محاضرة ليتيتيا وودز براون التذكارية للاحتفال بذكرى براون في قاعة جاك مورتون. كان الحفل مجاني ومفتوح للجمهور. ومن بين الحاضرين كان، ستيفن ناب، الرئيس الحالي لجامعة جورج واشنطن، وخلال المحاضرة. ، وصف كناب براون بأنها «أول أستاذ أمريكي من أصل أفريقي تعمل بدوام كامل في جامعة جورج واشنطن، وهي باحثة في تاريخ مقاطعة كولومبيا ومدافعة لا تعرف الكلل للحفاظ على تراث المدينة».

### اقتباسات
1. ↑  Jennifer Scanlon; Shaaron Cosner (Oct 1996). American Women Historians, 1700s-1990s: A Biographical Dictionary (بالإنجليزية). Greenwood Publishing Group. ISBN:978-0-313-29664-2. OCLC:154243868. OL:966175M. QID:Q88584931.
2. ↑  Jessie Carney Smith, Notable Black American Women (بالإنجليزية), QID:Q105958972
3. ↑  BlackPast.org (بالإنجليزية), QID:Q30049687
4. ↑  "American Women Historians, 1700s – 1990s: Letitia Woods Brown", http://abwh.org/, Association of Black Women Historians (ABWH), retrieved January 12, 2015 External link in |website= (help) نسخة محفوظة 4 مارس 2016 على موقع واي باك مشين.
5. ↑  "Brown, Letitia Woods: Encyclopedia" نسخة محفوظة 21 يونيو 2013 على موقع واي باك مشين.. http://encyclopedia.jrank.org/. J RANK Encyclopedia. Retrieved January 12, 2015. External link in |website= (help)
6. ↑  Jones, Ida E., "Letitia Woods Brown Memorial Book and Article Award: "Something for me, my family, the race and mankind: Letitia Woods Brown, 1915–1976"", http://www.abwh.org/, Association of Black Women Historians (ABWH), retrieved January 12, 2015 External link in |website= (help) نسخة محفوظة 1 ديسمبر 2016 على موقع واي باك مشين.
7. 1 2 3 4 5 6 7 8 9 10 11 12  "Brown, Letitia Woods: Encyclopedia". http://encyclopedia.jrank.org/. J RANK Encyclopedia. مؤرشف من الأصل في 2013-06-21. اطلع عليه بتاريخ 2015-01-12. {{استشهاد ويب}}: روابط خارجية في |موقع= (مساعدة)
8. 1 2 3 4 5 6 7 8 9 10 11 12 13 14 15 16 17 18 19 20 21 22  Jones، Ida E.، "Letitia Woods Brown Memorial Book and Article Award: "Something for me, my family, the race and mankind: Letitia Woods Brown, 1915–1976""، http://www.abwh.org/، Association of Black Women Historians (ABWH)، مؤرشف من الأصل في 2019-12-24، اطلع عليه بتاريخ 2015-01-12 {{استشهاد ويب}}: روابط خارجية في |موقع= (مساعدة)
9. 1 2 3 4 5 6 7 8 9 10 11 12 13 14 15 16  Ware 2004.
10. 1 2 3 4 5 6 7 8 9 10 11 12 13 14  "American Women Historians, 1700s – 1990s: Letitia Woods Brown"، http://abwh.org/، Association of Black Women Historians (ABWH)، مؤرشف من الأصل في 2019-12-24، اطلع عليه بتاريخ 2015-01-12 {{استشهاد ويب}}: روابط خارجية في |موقع= (مساعدة)
11. ↑  Lopez, Julyssa (November 13, 2013). "Lecture celebrate contributions DC History". George Washington Today. جامعة جورج واشنطن. Retrieved January 12, 2015. نسخة محفوظة 24 يونيو 2019 على موقع واي باك مشين.
12. ↑  "Bday Letitia Woods Brown pioneer in researching and teaching African American history completed PhD at Harvard" نسخة محفوظة 5 مارس 2016 على موقع واي باك مشين.. http://www.nwhp.org/. Retrieved January 13, 2015. External link in |website= (help)
13. ↑  Lopez D. Matthews, Jr. "Letitia Woods Brown (1915–1976)". http://h-net.msu.edu/. msu.edu. Retrieved January 12, 2015. External link in |website= (help) نسخة محفوظة 5 مارس 2016 على موقع واي باك مشين.
14. 1 2 3  Scanlon & Cosner 1996.
15. ↑  "Letitia Woods Brown, one of the first black historians in the country to gain international fame" نسخة محفوظة 17 مايو 2020 على موقع واي باك مشين.. http://www.utexas.edu/. U Texas. Retrieved January 12, 2015. External link in |website= (help)
16. ↑  "October Highlights in U.S. Women's History". http://www.rowan.edu/. Rowan Education. Retrieved January 12, 2015. External link in |website= (help) نسخة محفوظة 4 مارس 2016 على موقع واي باك مشين.
17. ↑  "October in Women's history" نسخة محفوظة 15 فبراير 2019 على موقع واي باك مشين.. http://womenstudies.unm.edu/. Women Studies. Retrieved January 13, 2015. External link in |website= (help)
18. ↑  Lewis & Brown 1971.
19. 1 2 3 4  Lopez، Julyssa (13 نوفمبر 2013). "Lecture celebrate contributions DC History". George Washington Today. جامعة جورج واشنطن. مؤرشف من الأصل في 2019-06-24. اطلع عليه بتاريخ 2015-01-12.
20. ↑  Brown 1972.
21. ↑  Brown 1971.
22. ↑  Brown 1966.
23. ↑  Lopez D. Matthews, Jr. "Letitia Woods Brown (1915–1976)". http://h-net.msu.edu/. msu.edu. مؤرشف من الأصل في 2012-12-29. اطلع عليه بتاريخ 2015-01-12. {{استشهاد ويب}}: روابط خارجية في |موقع= (مساعدة)
24. ↑  French 1980.
25. ↑  "Monday open thread prominent black historians". https://pragmaticobotsunite.com/. Archived from the original on March 4, 2016. Retrieved January 12, 2015. External link in |website= (help) نسخة محفوظة 20 ديسمبر 2019 على موقع واي باك مشين.
26. ↑  Lopez, Julyssa (November 18, 2013). "Letitia Woods Brown lecture honors DC Historical studies". George Washington Today. جامعة جورج واشنطن. Retrieved January 12, 2015. نسخة محفوظة 24 يونيو 2019 على موقع واي باك مشين.
27. 1 2  Lopez، Julyssa (18 نوفمبر 2013). "Letitia Woods Brown lecture honors DC Historical studies". George Washington Today. جامعة جورج واشنطن. مؤرشف من الأصل في 2019-06-24. اطلع عليه بتاريخ 2015-01-12.
28. Jones، Ida E.، "Letitia Woods Brown Memorial Book and Article Award: "Something for me, my family, the race and mankind: Letitia Woods Brown, 1915–1976""، http://www.abwh.org/، Association of Black Women Historians (ABWH)، مؤرشف من الأصل في 2016-12-01، اطلع عليه بتاريخ 2015-01-12 {{استشهاد ويب}}: روابط خارجية في |موقع= (مساعدة)
29. "American Women Historians, 1700s – 1990s: Letitia Woods Brown"، http://abwh.org/، Association of Black Women Historians (ABWH)، مؤرشف من الأصل في 2016-03-04، اطلع عليه بتاريخ 2015-01-12 {{استشهاد ويب}}: روابط خارجية في |موقع= (مساعدة)
30. Lopez D. Matthews, Jr. "Letitia Woods Brown (1915–1976)". http://h-net.msu.edu/. msu.edu. مؤرشف من الأصل في 2016-03-05. اطلع عليه بتاريخ 2015-01-12. {{استشهاد ويب}}: روابط خارجية في |موقع= (مساعدة)
31. "Letitia Woods Brown, one of the first black historians in the country to gain international fame". http://www.utexas.edu/. U Texas. مؤرشف من الأصل في 2019-12-14. اطلع عليه بتاريخ 2015-01-12. {{استشهاد ويب}}: |archive-date= / |archive-url= timestamp mismatch (مساعدة) وروابط خارجية في |موقع= (مساعدة)
32. "Monday open thread prominent black historians". https://pragmaticobotsunite.com/. مؤرشف من الأصل في 2016-03-04. اطلع عليه بتاريخ 2015-01-12. {{استشهاد ويب}}: روابط خارجية في |موقع= (مساعدة)
33. "October Highlights in U.S. Women's History". http://www.rowan.edu/. Rowan Education. مؤرشف من الأصل في 2016-03-04. اطلع عليه بتاريخ 2015-01-12. {{استشهاد ويب}}: روابط خارجية في |موقع= (مساعدة)
34. "October in Women's history". http://womenstudies.unm.edu/. Women Studies. مؤرشف من الأصل في 2018-12-16. اطلع عليه بتاريخ 2015-01-13. {{استشهاد ويب}}: روابط خارجية في |موقع= (مساعدة)
35. "Bday Letitia Woods Brown pioneer in researching and teaching African American history completed PhD at Harvard". http://www.nwhp.org/. مؤرشف من الأصل في 2016-03-05. اطلع عليه بتاريخ 2015-01-13. {{استشهاد ويب}}: روابط خارجية في |موقع= (مساعدة)

### قائمة المراجع
- Ware، Susan (2004). Notable American Women: A Biographical Dictionary Completing the Twentieth Century (ط. 5). دار نشر جامعة هارفارد. ISBN:9780674014886. مؤرشف من الأصل في 2020-03-25. اطلع عليه بتاريخ 2015-01-12.
- Scanlon، Jennifer؛ Cosner، Shaaron (21 أكتوبر 1996). American Women Historians, 1700s–1990s: A Biographical Dictionary. Greenwood Publishing Group. ISBN:978-0313296642. مؤرشف من الأصل في 2020-03-25. اطلع عليه بتاريخ 2015-01-12.
- French، Roderick S. (1980). Roderick S. French Records of Columbia Historical Society, Washington, D.C. (ط. 50). Historical Society of Washington, D.C. DOI:10.2307/40067835. JSTOR:40067835.
- Brown، Letitia Woods (14 سبتمبر 1972). Free Negroes in the District of Columbia, 1790-1846. دار نشر جامعة أكسفورد. مؤرشف من الأصل في 2020-03-25. اطلع عليه بتاريخ 2015-01-13.
- Brown، Letitia Woods (1971). Residence Patterns of Negroes in the District of Columbia, 1800–1860. Washington, D.C.: Columbia Historical Society. مؤرشف من الأصل في 2020-03-25. اطلع عليه بتاريخ 2015-01-13.
- Brown، Letitia Woods (1966). Free Negroes in the Original District of Columbia. جامعة هارفارد. مؤرشف من الأصل في 2020-03-25. اطلع عليه بتاريخ 2015-01-13.
- Lewis، Elsie M.؛ Brown، Letitia Woods (1971). Washington from Banneker to Douglass, 1791–1870. Education Department, National Portrait Gallery. مؤرشف من الأصل في 2020-03-25. اطلع عليه بتاريخ 2015-01-13.